# Гоголь-Яновская, Мария Ивановна
Мари́я Ива́новна Го́голь-Яно́вская, в девичестве Косяро́вская (1791—1868, село Яновщина, ныне Гоголево) — супруга Василия Афанасьевича Гоголя-Яновского, мать Николая Васильевича Гоголя.

## Биография

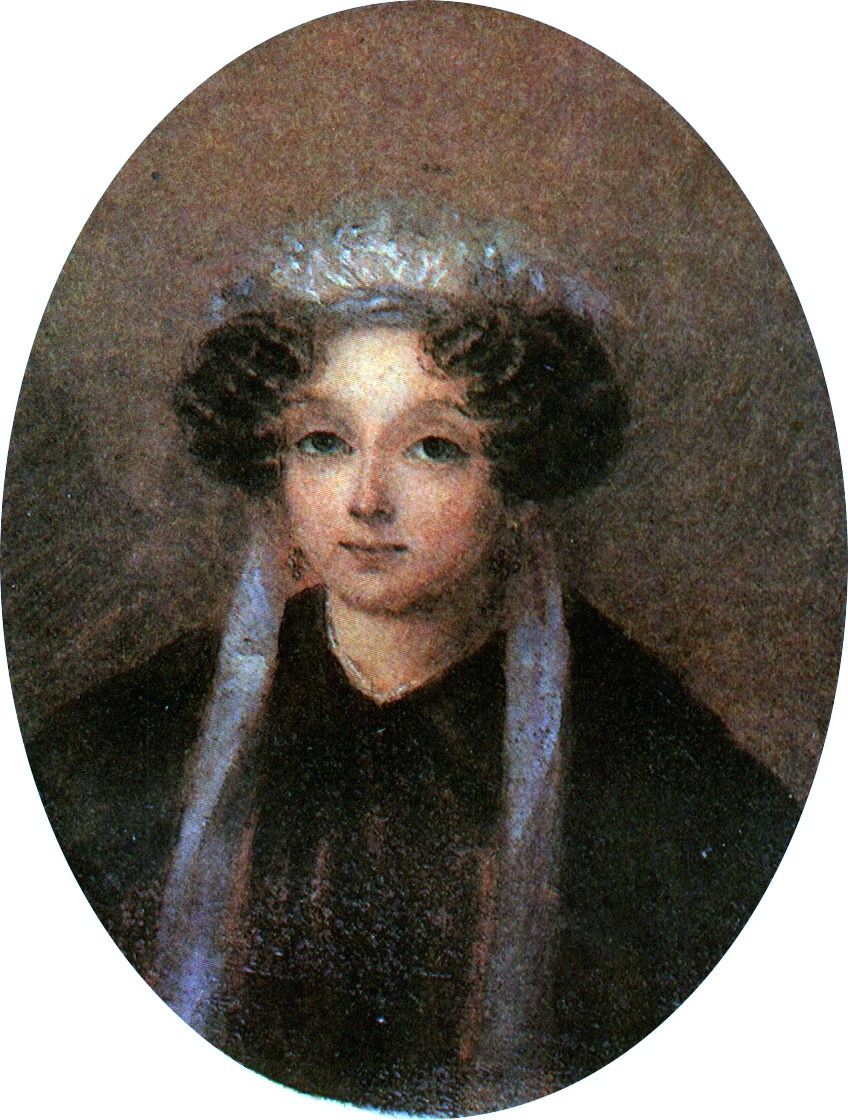
1830-е годы

Родилась в семье почтмейстера Орловской губернии Ивана Матвеевича Косяровского и Марии Ильиничны Шостак. 
До своего замужества жила и воспитывалась в Кибинцах в доме родителей своего двоюродного брата — генерал-майора Андрея Андреевича Трощинского, женатого на Ольге Дмитриевне, дочери Д.И. Кудрявцева и внучке по матери последнего короля Польши Станислава Понятовского. 
Вышла замуж в 14 лет. Дети:
- Николай (1809—1852)
- Иван (1810—1819)
- Мария (1811—1844)
- Анна (1821—1893)
- Елизавета (1823—1864)
- Ольга (1825—1907)

И ещё 6 неизвестных. Скорее всего, они умерли в младенчестве. 

Софья Данилевская, внучатая племянница писателя Николая Гоголя, вспоминала, что Мария Ивановна происходила из богатого рода Косяровских-Щербак:
Почти 4 тысячи подарил ей на обустройство хозяйства дядя — бывший министр юстиции и сенатор Дмитрий Прокофьевич Трощинский, статс-секретарь Екатерины II. При крещении моей бабушки он сам держал ее на руках, а крестной матерью была Ольга Дмитриевна, внучка последнего короля Польши Станислава Понятовского.
Адресат многих писателей. Письма её представляют большой интерес для истории русской литературы первой половины XIX века.